# Лактобацилови
Лактобациловите (Lactobacillaceae) са семейство бацили от разред Лактобацилоподобни (Lactobacillales).
Таксонът е описан за пръв път от Чарлз-Едуард Еймъри Уинслоу през 1917 година. Таксономичният му тип е лактобацили.

## Родове
- Agrilactobacillus
- Alloiococcus
- Amylolactobacillus
- Apilactobacillus
- Bombilactobacillus
- Dellaglioa
- Fructilactobacillus
- Furfurilactobacillus
- Lacticaseibacillus
- Lactiplantibacillus
- Lactobacillus – Лактобацили
- Lentilactobacillus
- Levilactobacillus
- Ligilactobacillus
- Limosilactobacillus
- Liquorilactobacillus
- Loigolactobacillus
- Paucilactobacillus
- Pediococcus
- Schleiferilactobacillus
- Secundilactobacillus